# Королівський палац Турина
Королівський палац Турина (італ. Palazzo Reale di Torino) — палац у місті Турин в Італії, резиденція Савойської династії — правителів Сардинського королівства. Закладений у XVI столітті, розширений у XVII. Охоплює палац К'яблезе та каплицю Гваріні. Внесений до списку Всесвітньої спадщини ЮНЕСКО в 1997 році.

## Історія
До XVI століття на місці королівського палацу в Турині стояв єпископський палац. Після захоплення Савойського герцогства в 1536 році Францією палац було перетворено на резиденцію віцекоролів. 1559 року савойський герцог Еммануїл Філіберт підписав мирний договір та зміг повернути власні володіння. Столицю герцогства він переніс до Турина.
Еммануїл Філіберт частково розширив палац для зберігання своїх мистецьких колекцій. Його син та наступник, Карл Еммануїл I (1580—1630), у 1608 році наказав добудувати до палацу кільце ґанків, увінчаних відкритою галереєю, для святкування весіль його дочок Маргарити Савойської та Ізабелли Савойської. Віктор Амадей I під впливом дружини, дочки французького короля Генріха IV Крістіни Марії, наказав перенести герцогську резиденцію до замку Валентино на околицях Турина. У 1645 році Крістіна Марія наказала перебудувати герцогський палац як нову резиденцію п'ємонтських герцогів.
За правління Віктора Амадея II було створено Даніелівську галерею, названу на честь митця Даніеля Зайтера, який тут писав фрески. Також переважно за його правління в 1668—1694 роках було добудовано каплицю Гваріні — каплицю, в якій зараз знаходиться Туринська плащаниця.
Віктор Амадей III під впливом дружини Марії Антонії Іспанської переніс свою резиденцію до палацу Ступініджі. За Карла Еммануїла III палац було перебудовано в неокласичному стилі. Пізніше деякі будівлі палацу були реконструйовані.
Після скасування монархії в Італії в 1946 році королівський палац Турина був націоналізований на користь держави. У 1997 році палац було внесено до списку Всесвітньої спадщини ЮНЕСКО під номером 823.

## Архітектура
Палац має чітко виражені ознаки трьох стилів: бароко, рококо та неокласицизм.
Фасад палацу виражений чіткими геометричними формами. Палац має три поверхи, а з обох боків від центрального фасаду наявні два павільйони, вищі за основний фасад на один поверх.
Навколо палацу є декілька королівських садів, які прикрашають екстер'єр палацу.

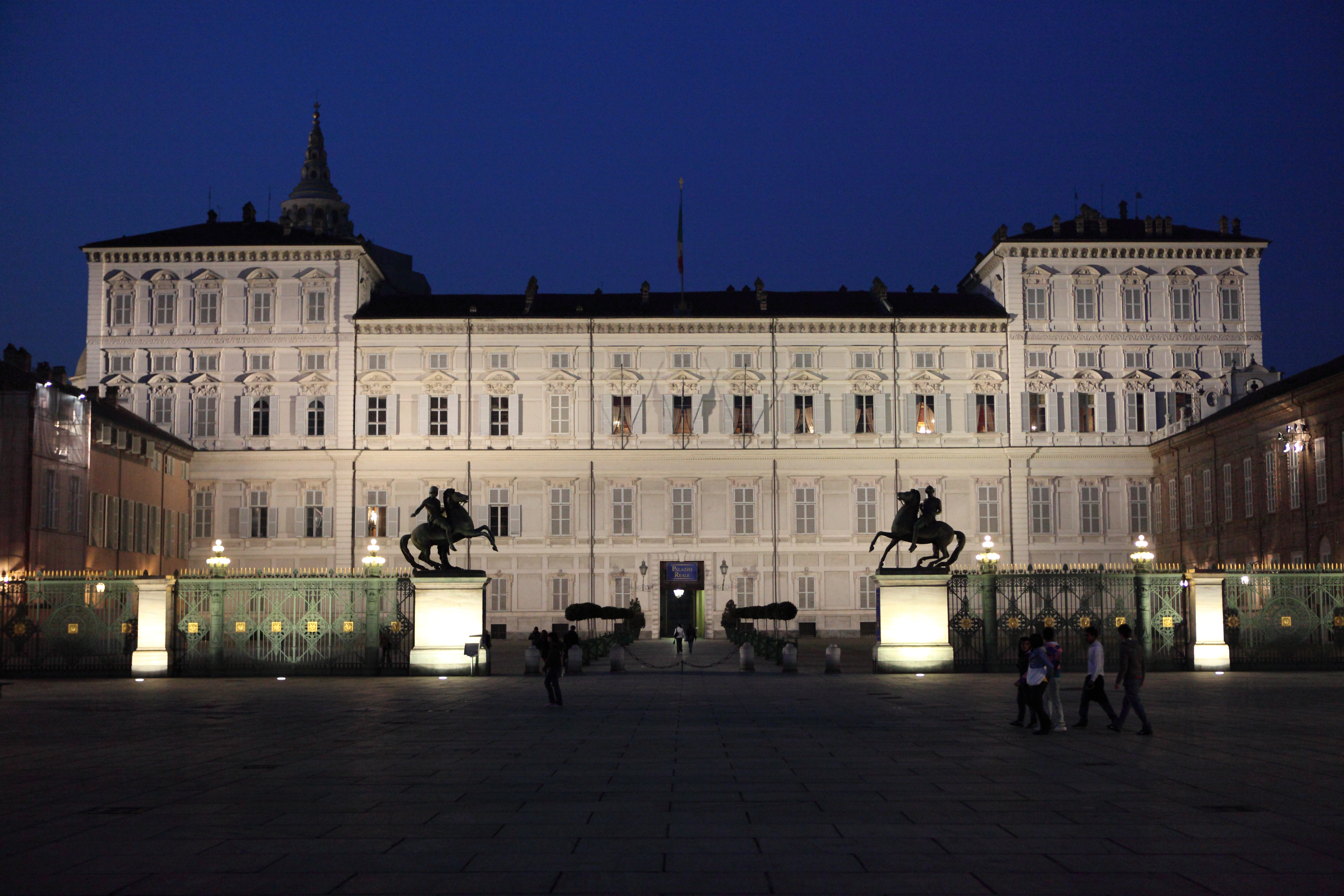
Центральний фасад палацу
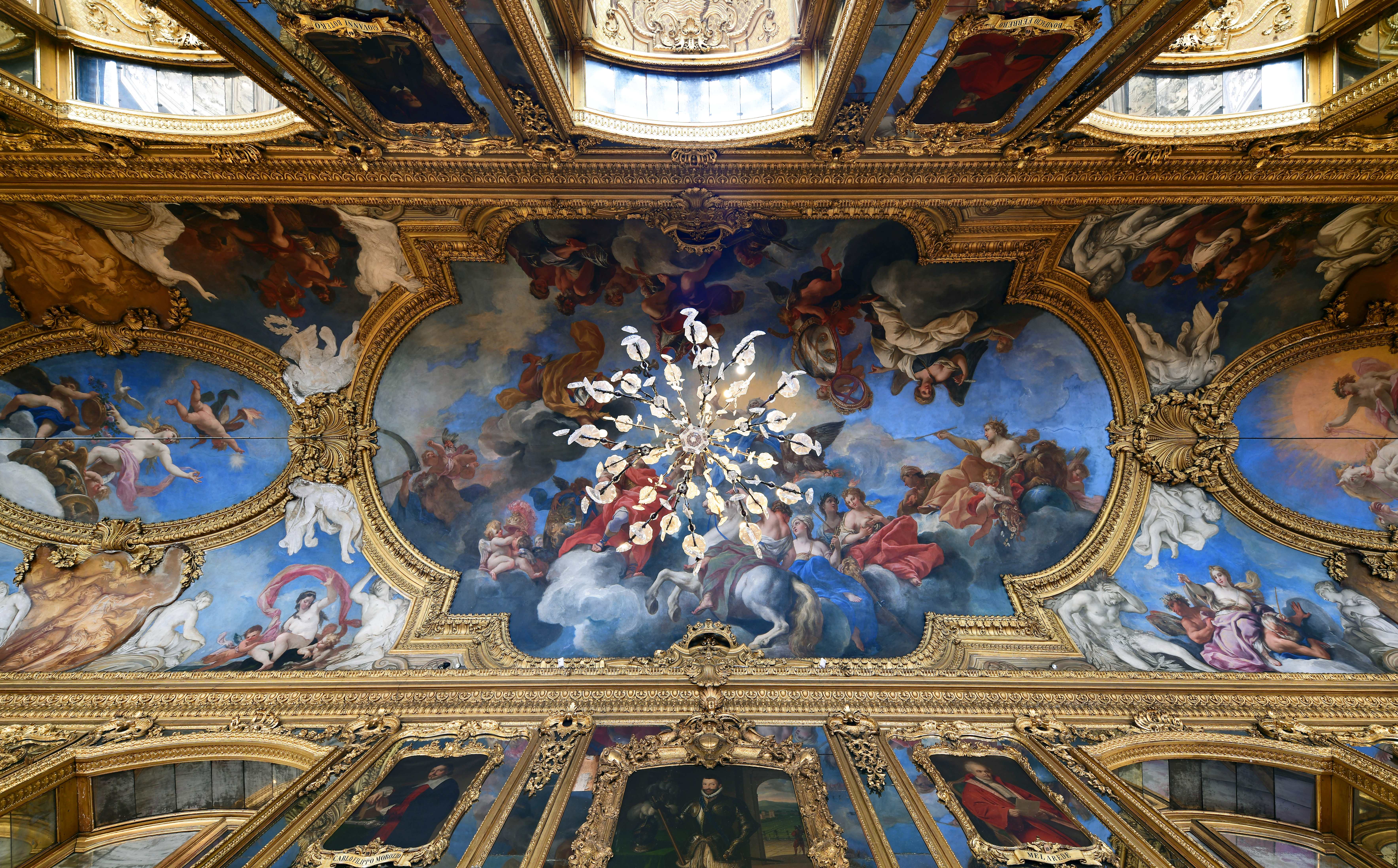
Даніелівська галерея
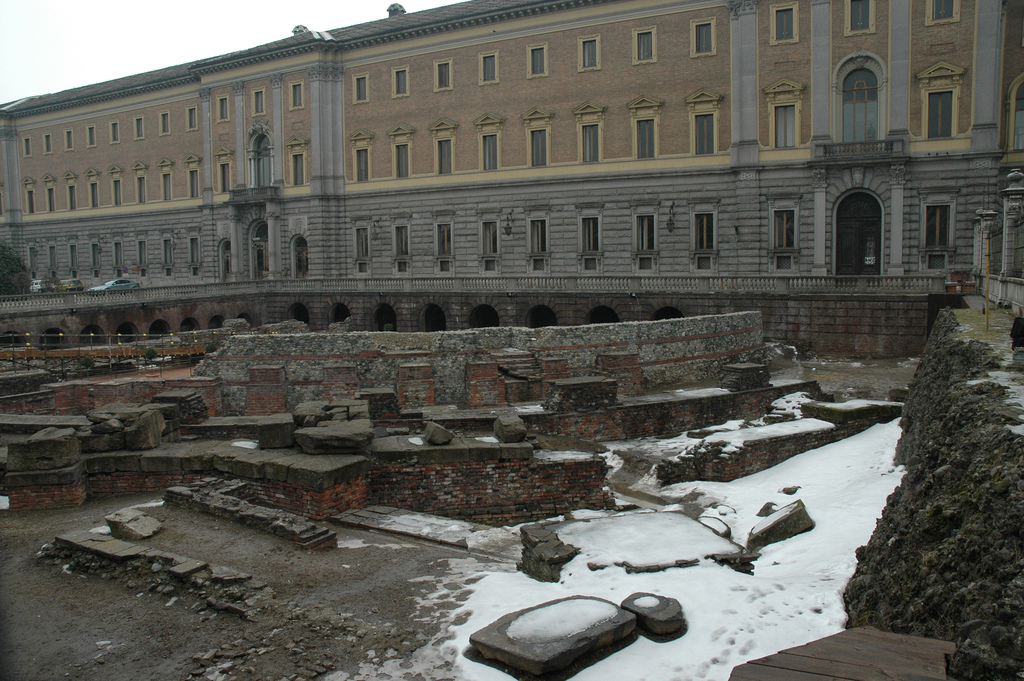
Залишки давньоримського амфітеатру біля палацу
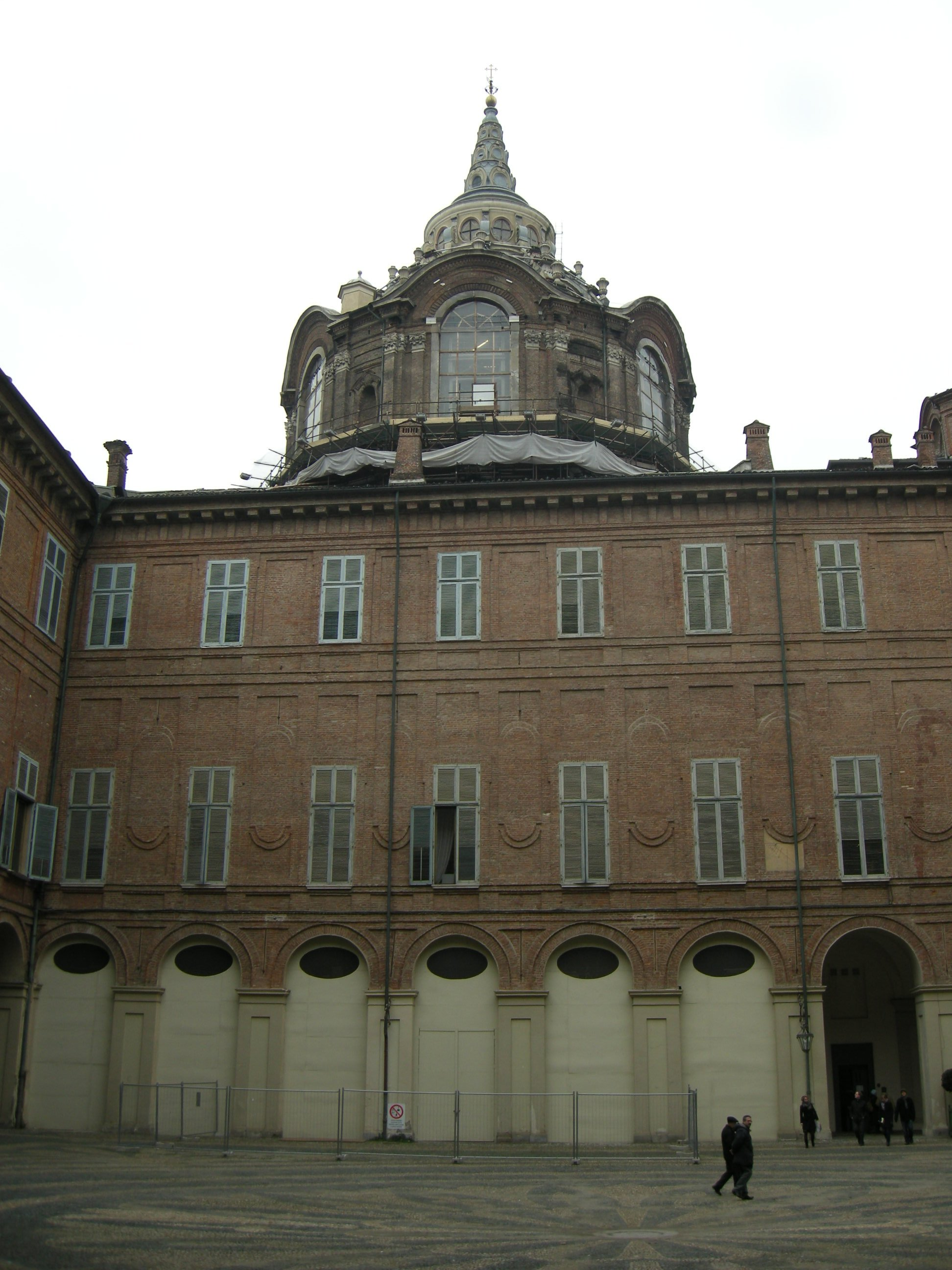
Каплиця Гваріні
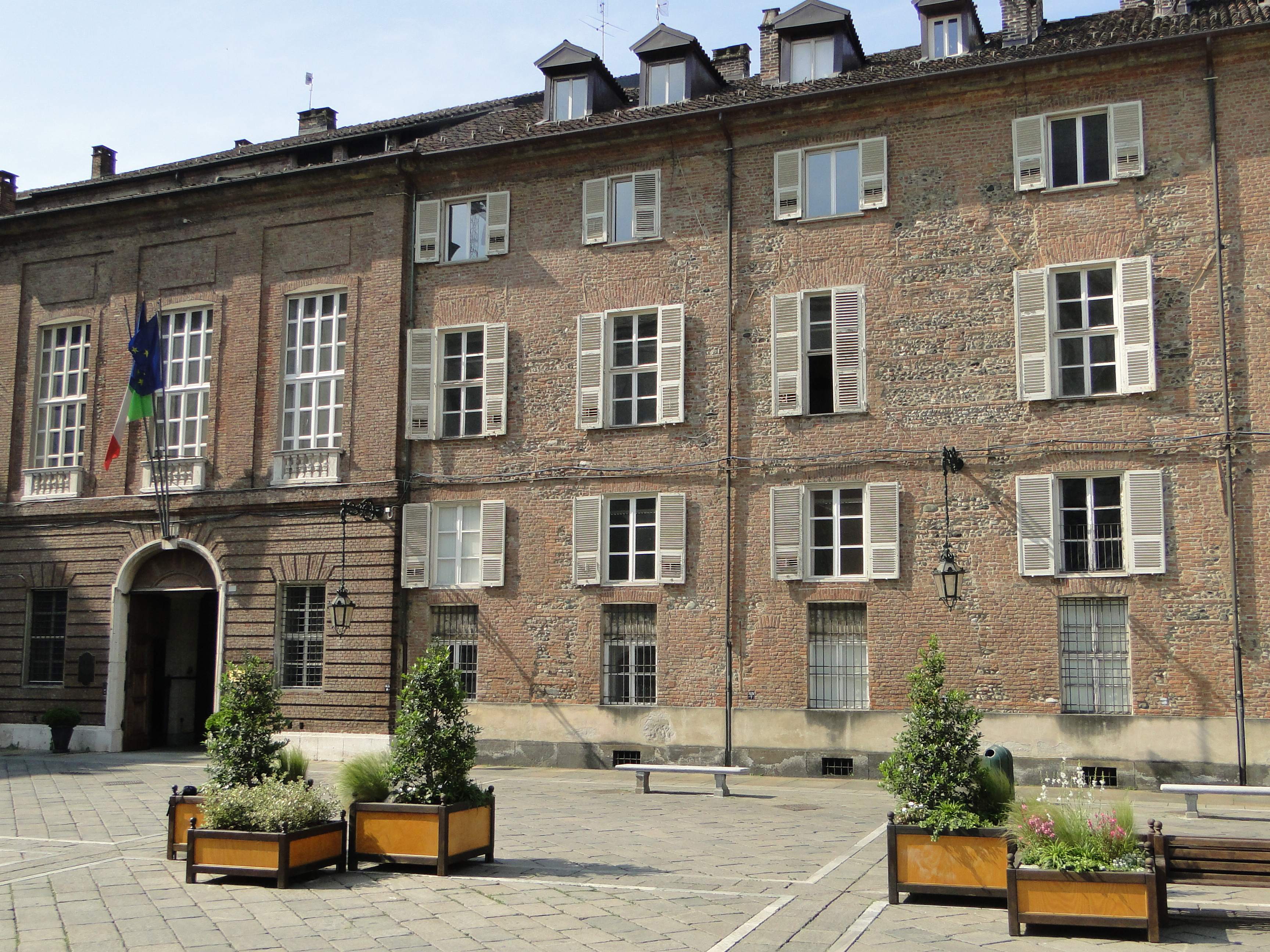
Палац К'яблезе[it]
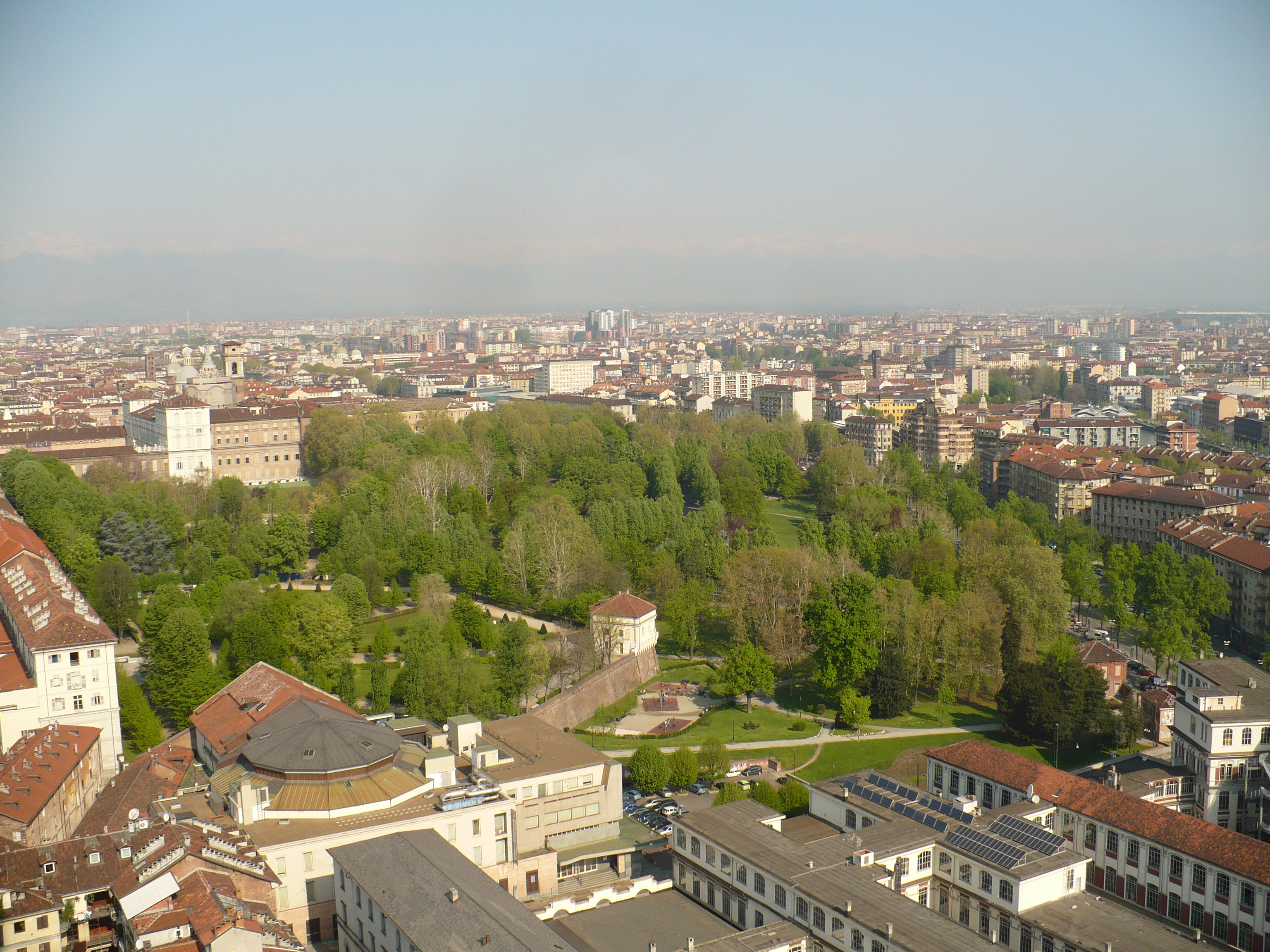
Королівські сади біля палацу